# Cullumia
Cullumia R.Br., 1813 è un genere di piante angiosperme dicotiledoni della famiglia delle Asteraceae.

## Descrizione

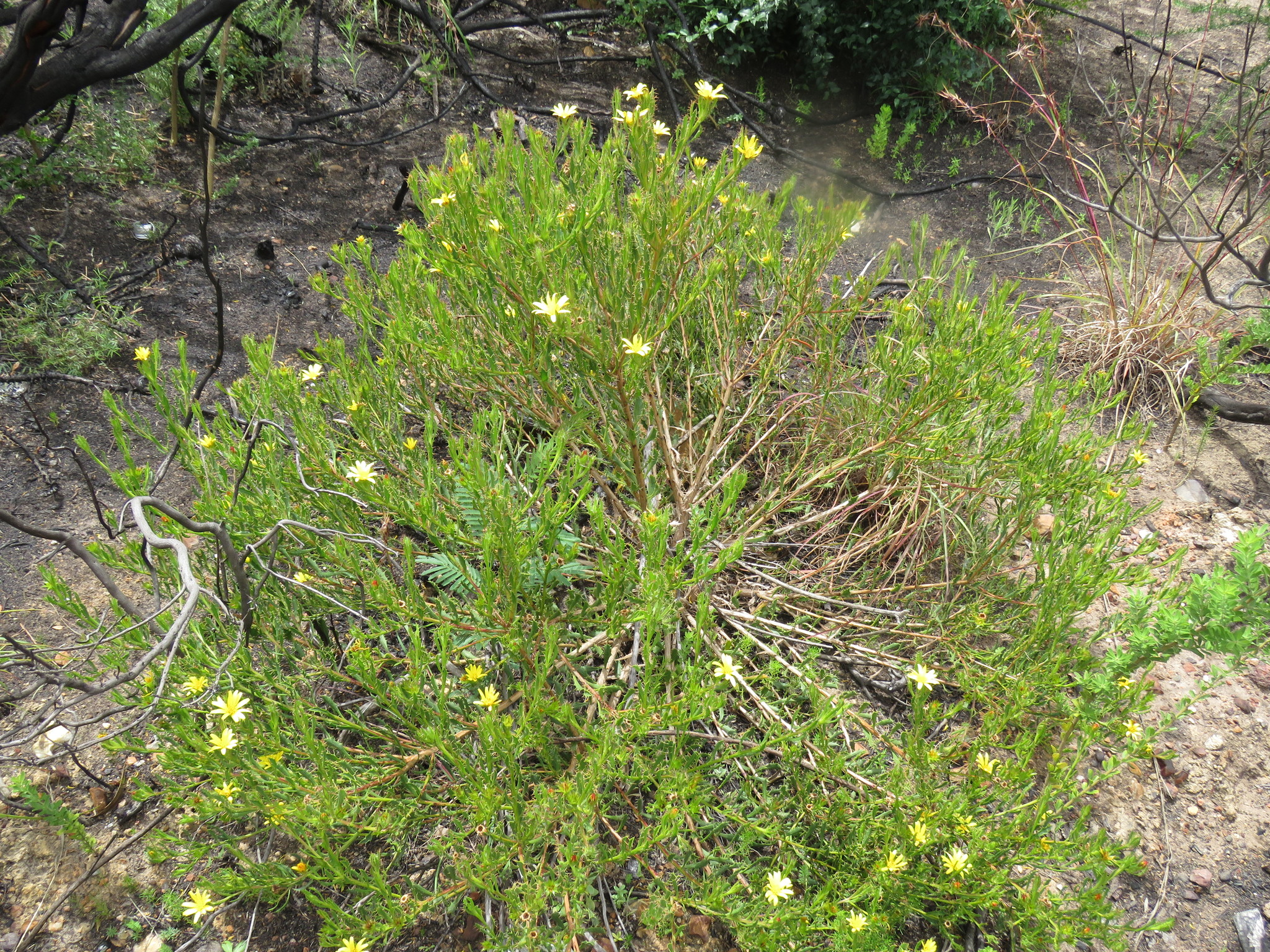
Il portamento
Cullumia aculeata

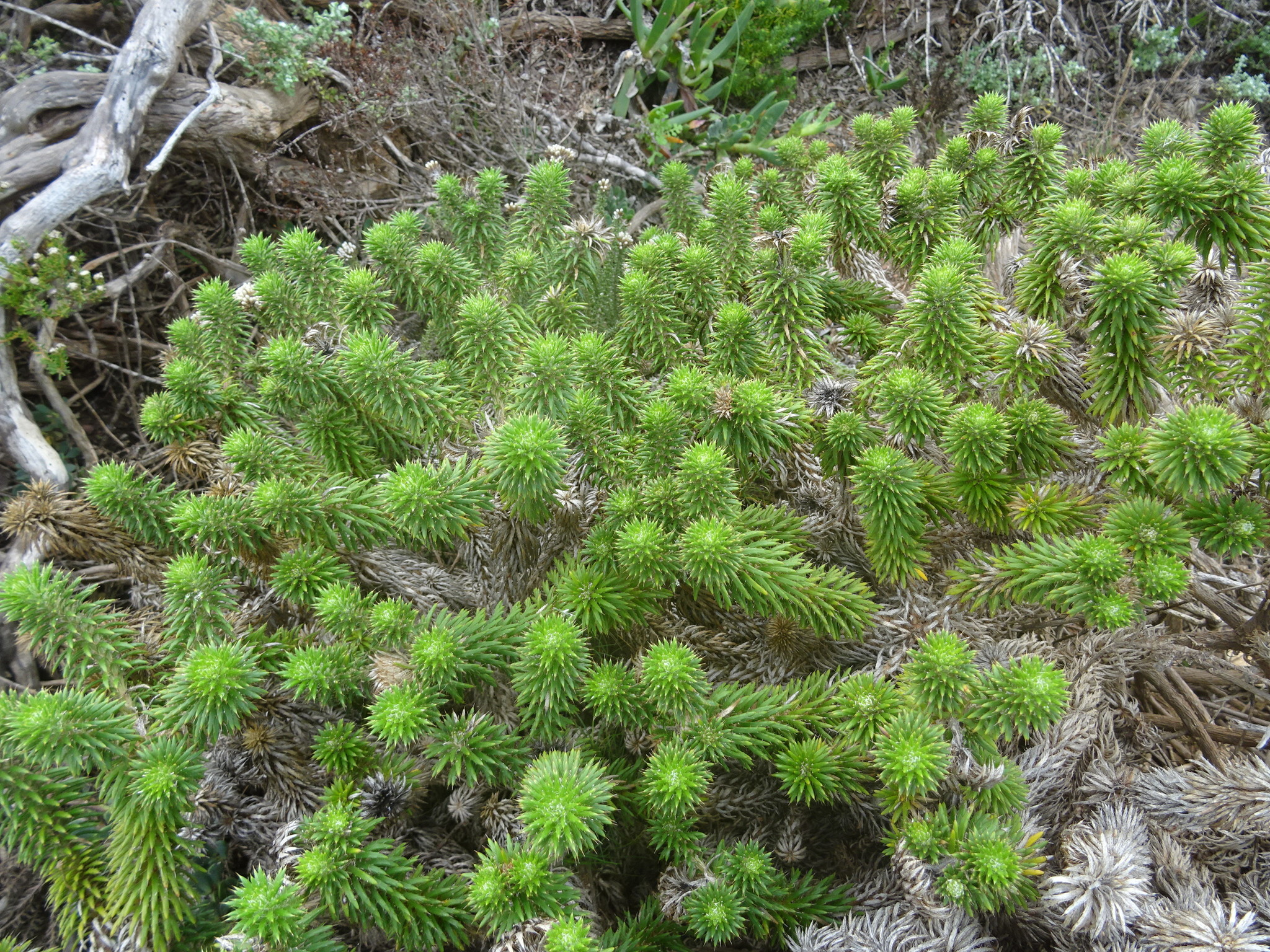
Le foglie
Cullumia squarrosa

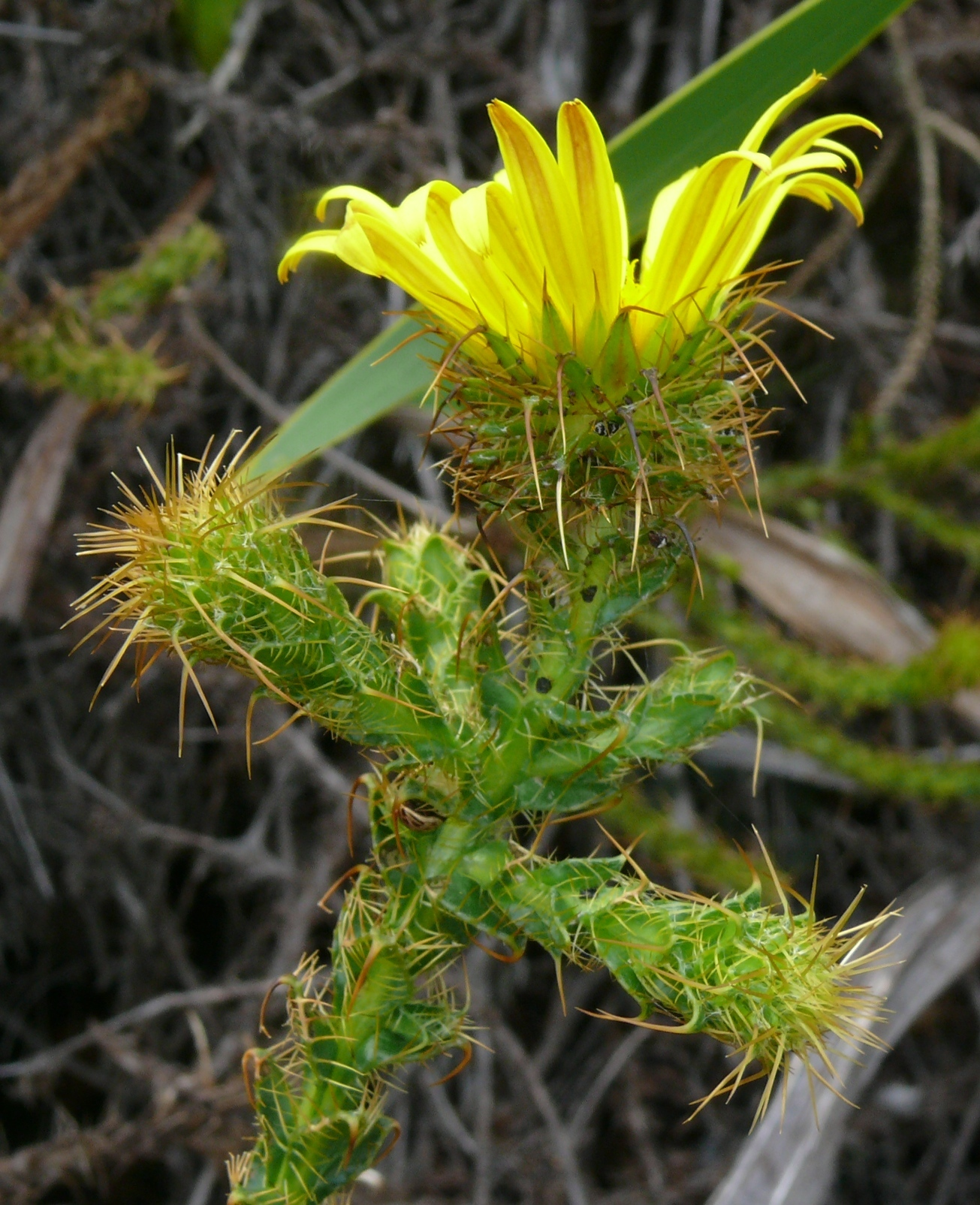
Infiorescenza
Cullumia ciliaris

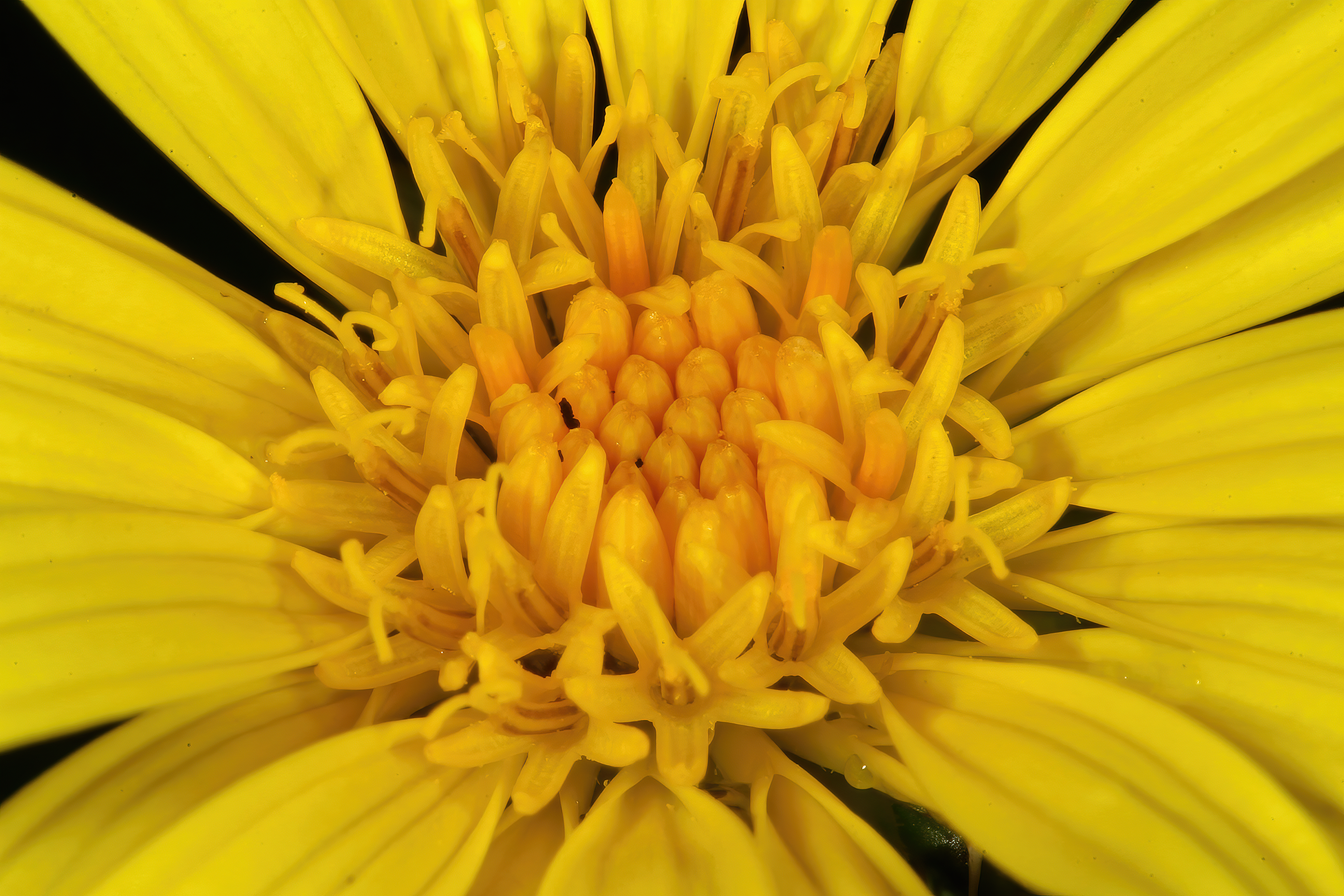
I fiori
Cullumia setosa

Le specie di questo genere hanno un portamento arbustivo o subarbustivo denso e rigido con organi interni contenenti quasi sempre latice.
Le foglie lungo il caule sono disposte in modo alterno. La lamina è intera piuttosto piccola con margini cigliati e spinosi; i margini spesso sono sclerificati o decorrenti.
Le infiorescenze sono composte da capolini sessili, terminali e solitari. I capolini di tipo radiato (raramente di tipo discoide), sono formati da un involucro  composto da brattee (o squame) disposte su più serie all'interno delle quali un ricettacolo fa da base ai fiori tubulosi (quelli centrali o del disco) e ligulati (quelli periferici e radianti). L'involucro può avere varie forme: campanulato, cilindrico, urceolato o obconico. Le brattee sono connate alla base; quelle esterne sono fogliacee, quelle interne hanno i bordi forniti di finissimi denti. Il ricettacolo è profondamente alveolato; in alcuni casi incomincia a lignificarsi all'antesi.
I fiori sono tetra-ciclici (ossia sono presenti 4 verticilli: calice – corolla – androceo – gineceo) e pentameri (ogni verticillo ha in genere 5 elementi). I fiori sono inoltre ermafroditi (quelli del disco) e sterili o neutri (quelli periferici).
- Formula fiorale:

*/x K {\displaystyle \infty }, [C (5), A (5)], G 2 (infero), achenio
Calice: i sepali del calice sono ridotti ad una coroncina di squame.
Corolla: le corolle dei fiori del raggio hanno delle ligule raggianti che terminano con 4 denti o lobi; i lobi in genere sono sclerificati sui margini o lungo le venature. Anche i lobi dei fiori del disco centrale sono ispessiti.
Androceo: gli stami sono 5 con filamenti liberi e distinti, mentre le antere sono saldate in un manicotto (o tubo) circondante lo stilo. L'appendice apicale delle antere è da corta a lunga, normalmente acuta e ben fissata;  le teche sono speronate con o senza coda. L'endotecio normalmente è privo di pareti laterali ispessite, possono essere presenti alcune cellule polarizzate. Il polline può avere varie forme ma generalmente è sferico.
Gineceo: lo stilo è filiforme, mentre gli stigmi dello stilo sono due divergenti. L'ovario è infero uniloculare formato da 2 carpelli. Gli stili sono claviformi e alla base della biforcazione stigmatica è presente un anello peloso; nella parte superiore possono essere leggermente ispessiti. Inoltre i peli dello stilo sono mammillati.
Il frutto è un achenio con pappo. Gli acheni, con forme oblunghe-ellissoidi, sono costoluti e dorsoventralmente asimmetrici; il pericarpo si presenta con una subepidermide sclerificata su 1 - 2 strati di cellule rotondeggianti; la superficie è liscia, glabra o fornita molto raramente di minuti peli. Il pappo è assente o molto minuto (raramente).

## Biologia
- Impollinazione: l'impollinazione avviene tramite insetti (impollinazione entomogama tramite farfalle diurne e notturne).
- Riproduzione: la fecondazione avviene fondamentalmente tramite l'impollinazione dei fiori (vedi sopra).
- Dispersione: i semi (gli acheni) cadendo a terra sono successivamente dispersi soprattutto da insetti tipo formiche (disseminazione mirmecoria). In questo tipo di piante avviene anche un altro tipo di dispersione: zoocoria. Infatti le brattee dell'involucro possono agganciarsi ai peli degli animali di passaggio disperdendo così anche su lunghe distanze i semi della pianta.

## Distribuzione e habitat
La distribuzione delle piante di questa specie è relativa al Sudafrica.

## Tassonomia
La famiglia di appartenenza di questa voce (Asteraceae o Compositae, nomen conservandum) probabilmente originaria del Sud America, è la più numerosa del mondo vegetale, comprende oltre 23.000 specie distribuite su 1.535 generi, oppure 22.750 specie e 1.530 generi secondo altre fonti (una delle checklist più aggiornata elenca fino a 1.679 generi). La famiglia attualmente (2021) è divisa in 16 sottofamiglie.

### Filogenesi
Le piante di questa voce appartengono alla sottotribù Gorteriinae (tribù Arctotideae) della sottofamiglia Vernonioideae. Questa assegnazione è stata fatta solo ultimamente in base ad analisi di tipo filogenetico sul DNA delle piante. Precedenti classificazioni descrivevano queste piante nella sottofamiglia Cichorioideae.
Da un punto di vista filogenetico il genere Cullumia è incorporato all'interno di un ampio clade, chiamato "clade Berkheya", insieme ai generi correlati Berkheya, Cuspidia, Didelta e Heterorhachis. Uno dei caratteri principali di questo clade sono le foglie provviste di spine e i peli dello stilo mammillati. Anche la morfologia dell'achenio e del pappo supporta parzialmente il clade in esame.
Gli acheni delle specie di Cullumia sono morfologicamente unici all'interno del "clade Berkheya": in tutti i taxa di Cullumia l'achenio è cilindrico obovoide o cilindro-ellissoide ed privo di pappo; la superficie dell'achenio è glabra nella maggior parte dei taxa, ad eccezione di C. aculeata (che è minutamente peloso) e C. patula subsp. uncinata (che ha peli doppi lunghi circa la metà della lunghezza dell'achenio e attaccati solo in una porzione basale dell'achenio).

### Elenco delle specie
Per questo genere sono assegnate le seguenti 16 specie:
- Cullumia aculeata (Houtt.) Roessler
- Cullumia bisulca  Less.
- Cullumia carlinoides  DC.
- Cullumia ciliaris  R.Br.
- Cullumia cirsioides  DC.
- Cullumia decurrens  Less.
- Cullumia floccosa  E.Mey. ex DC.
- Cullumia micracantha  DC.
- Cullumia patula  Less.
- Cullumia pectinata  Less.
- Cullumia reticulata  (L.) Greuter, M.V.Agab. & Wagenitz
- Cullumia rigida  DC.
- Cullumia selago  Roessler
- Cullumia setosa  R.Br.
- Cullumia squarrosa  R.Br.
- Cullumia sulcata  Less.